# 아닐린
아닐린(영어: aniline, 독일어: anilin)은 벤젠의 수소 하나가 아민기로 치환된 화합물을 말한다. 화학식은 C6H5NH2이다.

## 성질
순수한 아닐린은 상온에서 특유의 냄새가 나고 무색투명한 액체 상태로 존재한다. 그러나 공기 중에서는 서서히 붉게 변하고 마지막에는 불투명한 흑색으로 변하게 된다. 끓는점은 184°C, 녹는점은 -6°C이다. 밀도는 1.0215g/ml이다. 인화점은 76°C이다. 물에는 약간 녹고 에탄올, 에테르, 벤젠 등의 유기 용매에는 잘 녹는다. 알칼리 금속이나 알칼리 토금속을 아닐린에 녹이면 수소가 발생하면서 C6H5HNNa 등의 금속 화합물이 생성된다.

## 제법
니트로벤젠을 주석 또는 철과 염산으로 환원시켜 얻거나 니켈, 구리 등을 촉매로 하여 환원시킨다.

## 용도
아닐린은 다음과 같은 용도로 사용된다.
- 용매
- 구두약, 향료의 제조 원료
- 우레탄 중합체의 원료
- 제초제, 살충제, 곰팡이 제거제의 원료
- 알루미늄, 크롬(III), 철(III), 납 등의 정량 시약

## 안전성
아닐린은 강력한 독성이 있기 때문에 취급에 주의해야 한다. 아닐린은 헤모글로빈과 결합하여 산소의 운반을 방해한다. 지속적인, 또는 반복적인 노출은 식욕감소, 빈혈, 체중감소, 신경계 이상, 신장 이상, 간이나 연골의 손상을 야기할 수 있다. 흡입하거나 피부를 통해서 흡수될 경우 중독을 일으킬 수 있다. 아닐린을 보관할 때는 마개를 단단히 막아 어두운 곳에 두어야 한다.

### 섭취
독성이 높다. 1g만 먹어도 위험하다. 증상은 흡입 시와 유사하다.

### 흡입
독성이 높다. 혈액의 산소운반능력을 감소시킨다. 입술이나 혀가 파랗게 변할 수 있으며 두통, 구역질, 어지러움, 충격, 호흡기 마비, 그리고 사망에 이를 수 있다.

### 피부
피부를 통해서 흡수될 수 있다. 피부를 통해 흡수될 경우 흡입 시와 증상이 유사하다. 피부를 자극하고 피부염을 일으킬 수 있다.

### 눈
증기는 눈을 자극한다. 눈물, 흐린 시야를 야기할 수 있다. 튈 경우 각막에 손상을 입을 수 있다.

## 참고 문헌
- 化學大辭典編集委員會 편, 성용길, 김창홍 역, 《화학대사전》, 서울: 世和, 2001.
- https://web.archive.org/web/20080615034446/http://www.jtbaker.com/msds/englishhtml/a6660.htm